# USS Gudgeon (SS-211)
USS Gudgeon (SS-211) – amerykański okręt podwodny z czasów II wojny światowej typu Tambor. Pierwszy amerykański okręt podwodny, który po japońskim ataku na Perl Harbor rozpoczął operacje bojowe na wodach japońskich. 26 stycznia 1942 roku „Gudgeon” otrzymał od dowódcy sił podwodnych obszaru Pacyfiku (Commander Submarine Pacific Fleet – ComsSubPac) wiadomość o japońskim okręcie podwodnym, który wracając z patrolu do bazy w Japonii, powinien wkrótce przeciąć trasę amerykańskiej jednostki. „Gudgeon” otrzymał precyzyjne informacje o trasie i prędkości okrętu ze śledzącej ruch japońskiego okrętu podwodnego amerykańskiej jednostki nasłuchu i dekryptażu radiowego HYPO na Hawajach. Już następnego dnia rano operator sonaru „Gudgeona” wykrył japońską jednostkę poruszającą się na powierzchni z prędkością ok. 15 węzłów. Dowódca amerykańskiego okrętu wydał rozkaz odpalenia 3 torped w kierunku okrętu nieprzyjacielskiego, zatapiając w ten sposób 1785-tonowy I-73. Był to w pierwszy przypadek zatopienia wrogiego okrętu przez amerykańskie okręty podwodne, I-73 był zaś pierwszym dużym japońskim okrętem podwodnym utraconym w wojnie podwodnej na Pacyfiku.
W czasie służby „Gudgeon” uzyskał 14 potwierdzonych zatopień, o łącznym tonażu 71.372 ton, co uplasowało go na 15 miejscu wśród amerykańskich okrętów podwodnych. Został utracony w trakcie swojego 12 patrolu w niewyjaśnionych do dziś okolicznościach po 7 kwietnia 1944 roku.